# إيفار هاغلوند
إيفار هاغلوند (بالإنجليزية: Ivar Haglund)‏ هو مغني وصاحب مطعم أمريكي، ولد في 21 مارس 1905 في سياتل في الولايات المتحدة، وتوفي في 30 يناير 1985.